# Longview (Illinois)
Longview és una vila dels Estats Units a l'estat d'Illinois. Segons el cens del 2000 tenia 153 habitants.

## Demografia
Segons el cens del 2000, Longview tenia 153 habitants, 57 habitatges, i 42 famílies. La densitat de població era de 236,3 habitants/km².
Dels 57 habitatges en un 40,4% hi vivien nens de menys de 18 anys, en un 47,4% hi vivien parelles casades, en un 14% dones solteres, i en un 26,3% no eren unitats familiars. En el 19,3% dels habitatges hi vivien persones soles el 12,3% de les quals corresponia a persones de 65 anys o més que vivien soles. El nombre mitjà de persones vivint en cada habitatge era de 2,68 i el nombre mitjà de persones que vivien en cada família era de 3,05.
Per edats la població es repartia de la següent manera: un 30,7% tenia menys de 18 anys, un 8,5% entre 18 i 24, un 29,4% entre 25 i 44, un 15% de 45 a 60 i un 16,3% 65 anys o més.
L'edat mediana era de 33 anys. Per cada 100 dones de 18 o més anys hi havia 100 homes.
La renda mediana per habitatge era de 31.875 $ i la renda mediana per família de 32.917 $. Els homes tenien una renda mediana de 28.750 $ mentre que les dones 23.333 $. La renda per capita de la població era de 12.116 $. Aproximadament el 13,3% de les famílies i el 15,2% de la població estaven per davall del llindar de pobresa.

## Poblacions més properes
El següent diagrama mostra les poblacions més properes.